# Irrlicht (Film)
Irrlicht (Originaltitel Fogo-Fátuo, engl. Titel Will-o’-the-Wisp) ist ein Fantasy-Sci-Fi-Musical von João Pedro Rodrigues, das im Mai 2022 bei den Filmfestspielen in Cannes seine Premiere feierte, im September 2022 in die französischen Kinos kam und im Dezember 2022 in Deutschland startete.

## Handlung
Man schreibt das Jahr 2069. Auf seinem Sterbebett erinnert sich Seine Königliche Hoheit Alfredo, König ohne Krone, an seine Jugend, als er Feuerwehrmann werden wollte. Die Begegnung mit seinem Ausbilder Afonso entzündete damals eine leidenschaftliche Liebe und den gemeinsamen Willen der beiden jungen Männer, den gesellschaftlichen Status quo zu verändern.

## Produktion

### Filmstab, Besetzung und Dreharbeiten

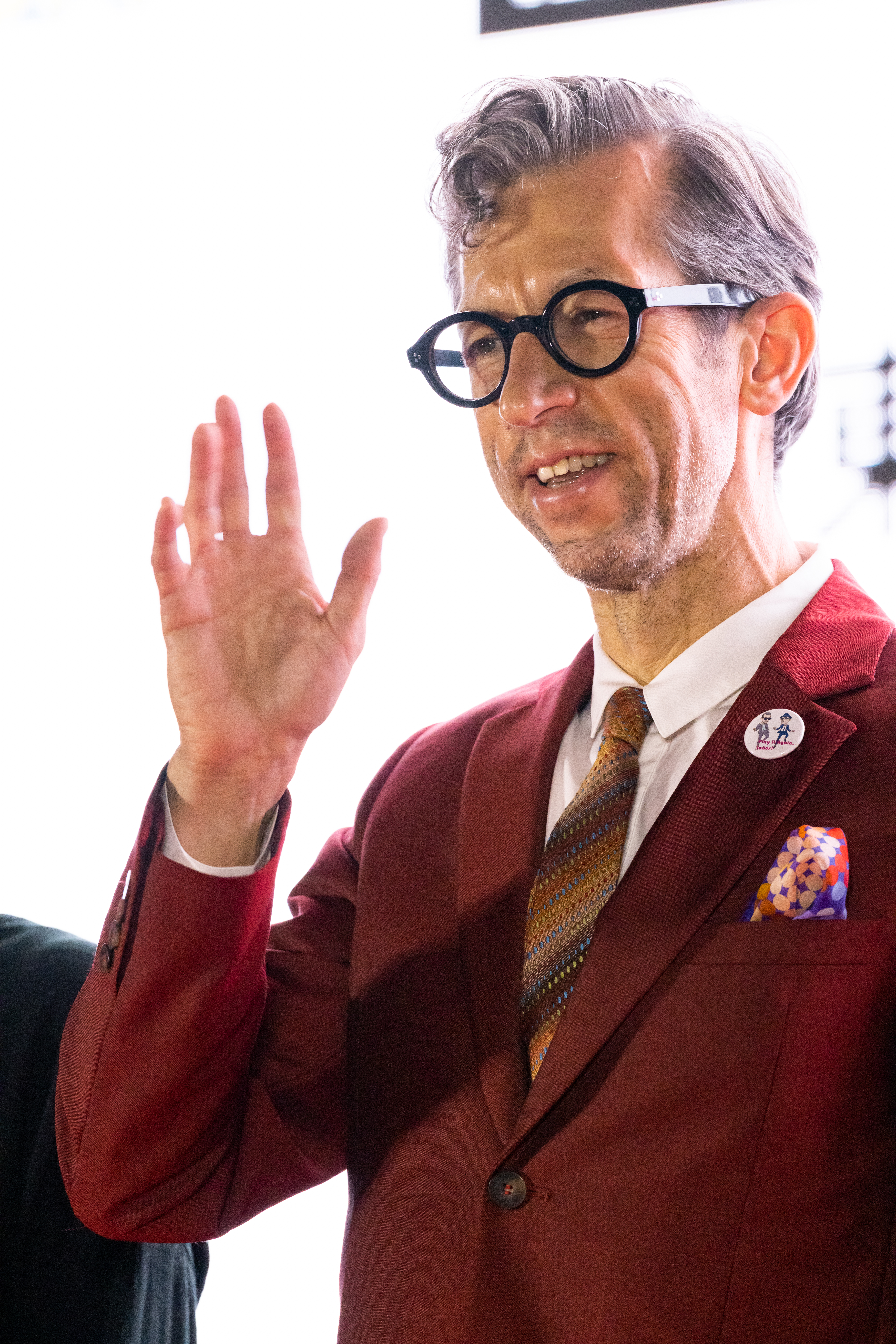
Regisseur João Pedro Rodrigues bei der Vorstellung des Films beim Tokyo International Film Festival im Oktober 2022

Regie führte João Pedro Rodrigues, der gemeinsam mit João Rui Guerra da Mata und Paulo Lopes Graça auch das Drehbuch schrieb.
Mauro Costa spielt Alfredo als jungen Mann und Prinzen, Joel Branco spielt ihn als späteren König ohne Krone. André Cabral spielt den jungen Afonso, der im Alter von Oceano Cruz verkörpert wird. Cláudia Jardim spielt die Feuerwehrchefin. In weiteren Rollen sind Margarida Vila-Nova als Teresa, Miguel Loureiro als Eduardo und Dinis Vila-Nova als Sebastião zu sehen.
Wie für O Fantasma und Odete und zuletzt für Der Ornithologe arbeitete Rodrigues mit dem Kameramann Rui Poças für den Film zusammen.

### Veröffentlichung
Die Premiere des Films erfolgte am 24. Mai 2022 bei den Filmfestspielen in Cannes, wo er in der Quinzaine des Réalisateurs gezeigt wurde. Ende Juni 2022 wurde er beim Filmfest München und Ende Juli 2022 beim New Horizons International Film Festival gezeigt. Am 14. September 2022 kam der Film in die französischen Kinos. Ende September 2022 eröffnet er die Currents-Sektion des New York Film Festivals. Ebenfalls im September 2022 erfolgten Vorstellungen beim Toronto International Film Festival und beim Queerfilmfestival. Im Oktober 2022 wurde er bei der Viennale gezeigt. Im November 2022 wurde er beim Festival de Cine Europeo de Sevilla gezeigt. Am 11. November 2022 eröffnete Irrlicht das Exground Filmfest. Ebenfalls im November 2022 wurde er auch beim Márgenes International Film Festival gezeigt. Die Fernsehpremiere erfolgte am 13. November 2022 bei Arte, wo der Film in einer 44-minütigen Fassung unter dem Titel Ein Prinz auf der Feuerwache gezeigt wurde. Der Kinostart in Deutschland erfolgte am 8. Dezember 2022.

## Rezeption

### Altersfreigabe und Kritiken
In Deutschland wurde der Film von der FSK ab 16 Jahren freigegeben. In der Freigabebegründung heißt es, der Film enthalte explizite sexuelle Darstellungen, diese seien jedoch, wie der gesamte Film, in einem artifiziellen Stil inszeniert, sodass sie nicht selbstzweckhaft wirkten und von Jugendlichen ab 16 Jahren überforderungsfrei rezipiert werden können. Die teils theaterhafte Machart des Films mit Tanz-Choreografien und Gesang erleichtere Zuschauern ab 16 Jahren zudem eine Distanzierung.
Von den bei Rotten Tomatoes aufgeführten Kritiken sind alle positiv bei einer durchschnittlichen Bewertung mit 8,4 von 10 möglichen Punkten.
Michael Meyns von Blickpunkt:Film beschreibt Irrlicht in seiner Kritik als „ein szenisches Stück Kino, das nur lose von einem Hauch Handlung zusammengehalten wird, dafür aber in jeder Szene aufs Neue mit seiner Verspieltheit, aber auch seinen politischen Dimensionen überrascht.“ Ohne angestrengt zu wirken schneide João Pedro Rodrigues zahllose Themen an, erzähle vom oft nur oberflächlichen Umweltschutz, postkolonialen Bauchschmerzen, dem schwierigen Wandel eines monarchischen Systems zur Republik und Machoattitüden. Letztlicht sei Irrlicht ein anarchisches Stück Kino und eine mit viel Lust an der Subversion festgefahrener Erzählmuster und Seherwartungen inszenierte Etüde, die immer wieder aufs neue überrascht.

### Auszeichnungen
Will-o’-the-Wisp befindet sich in einer Vorauswahl für den Europäischen Filmpreis 2022. Im Folgenden eine Auswahl von Auszeichnungen und Nominierungen.
Brussels International Film Festival 2022
- Auszeichnung mit dem Directors' Week Award (João Pedro Rodrigues)[15]

Festival de Cine Europeo de Sevilla 2022
- Nominierung im Offiziellen Wettbewerb
- Auszeichnung mit dem Großen Preis der Jury[16][17]

Internationale Filmfestspiele von Cannes 2022
- Nominierung für die Queer Palm (João Pedro Rodrigues)

Filmfest München 2022
- Nominierung im Wettbewerb CineRebels (João Pedro Rodrigues)[2]

### Trivia
- Während der Trauerfeier für den Thronanwärter Alfredo singt auch der echte Fadista Paulo Bragança, der einen Gastauftritt in dem Film hat und einen Fado singt.

- Die vier Maler, die während der Performance der Feuerwehrmänner gezeigt werden, sind Caravaggio,  Francis Bacon, José Malhoa und Diego Velázquez sowie Peter Paul Rubens, der den Afonso mit Alfredo dann choreographiert.

- Im Abspann des Filmes dankt der Regisseur auch dem 2022 verstorbenen Filmemacher James Bidgood.